# Доњецк
Доњецк, (укр.   ( слушај), рус. Донецк), раније познат као Александровка, Јузовка (или Хјузовка по оснивачу Џону Хјузу), Стаљин и Стаљино, је индустријски град у источној Украјини који се налази на реци Каљмијус у Доњецкој области. Међутим, град је дефакто под управом Доњецке Народне Републике (ДНР), која га сматра својим главним градом. Становништво је процењено на 905.364 (процена из 2021. г.), у језгру града, са преко 2 милиона у метрополитанској области (2011. г.). Према украјинском попису из 2001. године, Доњецк је био пети по величини град у Украјини.
Административно, Доњецк је био центар Доњецке области, док је историјски незванични главни град и највећи град већег економског и културног региона Доњецког басена (Донбас). Доњецк се налази у близини другог великог града Макијевке, и заједно са другим околним градовима чини велико урбано ширење и конурбацију у региону. Доњецк је био велики економски, индустријски и научни центар Украјине са високом концентрацијом тешке индустрије и квалификованом радном снагом. Густина тешке индустрије (претежно производња челика, хемијска индустрија и вађење угља) довела је до изазовне еколошке ситуације у граду. У извештају УН 2012. године Доњецк је рангиран међу градове са најбржом депопулацијом на свету.
Првобитно насеље на југу европског дела Руске Империје се први пут помиње као Александровка 1779. године, за време царице Катарине Велике. Године 1869. велшки бизнисмен Џон Хјуз основао је челичану и неколико рудника угља у региону, а град је у његову част назван Хјузовка или Јузовка (рус. Юзовка) (Јуз је руска апроксимација Хјуз). Током совјетске ере, градска индустрија челика се проширила. Јузовка је 1924. преименована у Стаљин. Године 1929. Стаљин је преименован у Стаљино, а 1932. град је постао центар Доњецке области. Преименован у Доњецк (такође Доњецке, према Харковском правопису) 1961. године, град је и данас центар за експлоатацију угља и индустрију челика.
Од априла 2014. Доњецк и његова околна подручја били су једно од главних попришта борби у текућем рату у Донбасу, док се проруске сепаратистичке снаге боре против украјинских војних снага за контролу над градом и околним подручјима. Током целог рата, град Доњецк је био под управом проруских сепаратистичких снага као центар Доњецке Народне Републике (ДНР), са периферним територијама Доњецке области подељене између две стране. Међународни аеродром Доњецк био је епицентар борбених дејстава са скоро једногодишњом борбом која је довела до огромних жртава међу цивилима и скоро потпуног уништења северозападних четврти града.
Од јула 2021. ДНР има пуну контролу над градом, а украјинске и снаге ДНР и даље учествују у борбама ван града.

## Историја

### Оснивање
Једно од раних рударских насеља на територији Доњецка била је Александровка. О постојању Александровске сведочи козачка слобода из 1779. године. На крају је тамо отворен Александровски рудник угља.
Град Доњецк је основан 1869. године када је велшки бизнисмен Џон Хјуз отворио челичану и неколико рудника угља у Александровки. Радничко насеље у фабрици се спојило са Александровком и место је добило назив Јузово, касније Јузовка (рус. Юзово, Юзовка), по Хјузу. У свом раном периоду примао је имигранте из Велса, посебно из града Мертир Тидфил. До почетка 20. века Јузовка је имала око 50.000 становника, а статус града је добила 1917. године. Главни округ Јузовке носи назив Енглеска колонија, а британско порекло града огледа се у његовом распореду и архитектури.

### Совјетски Савез
Када је избио Руски грађански рат Јузовка је била део Доњецко-Кривојрошке Совјетске Републике од проглашења независности 12. фебруара 1918. Република је распуштена на 2. Свеукрајинском конгресу Совјета 20. марта 1918. када је проглашена Украјинска Совјетска Република. Међутим није успела да добије признање, ни међународно ни од стране Руске СФСР, и укинута је Брест-литовским миром.
Године 1924, под совјетском влашћу, име града је промењено у Стаљин. Те године у граду је живело 63.708 становника, а следеће године 80.085. У периоду 1929–1931. име града је промењено у Стаљино. Град није имао систем пијаће воде све до 1931. године, када је изграђен систем дужине 55,3 km (34,4 mi). У јулу 1933. године град је постао административни центар Доњецке области у Украјинској ССР. Године 1933. постављен је првих 12 km (7,5 mi) канализациони систем, а коришћење гаса је почело следеће године. Неки извори наводе да се град накратко звао "Троцк" — по Лаву Троцком— неколико месеци крајем 1923.
На почетку Другог светског рата, становништво Стаљина је било 507.000; после рата 175.000. Инвазија Трећег рајха готово је потпуно уништила град. Окупирале су га немачке и италијанске снаге и био је део Рајхскомесаријата Украјине између 16. октобра 1941. и 5. септембра 1943. Углавном је обновљена у великим размерама након рата.
Године 1945. младићи и девојке од 17 до 35 година, из подунавских швапских (нем. Schwowe) заједница у Југославији, Мађарској и Румунији (Бачка и Банат), насилно су послати у Русију као савезничка ратна одштета, и присиљени на ропски рад да обнове Стаљино и да раде у његовим рудницима. Услови су били толико лоши да су многи умрли од болести и неухрањености.
Током другог таласа дестаљинизације Никите Хрушчова у новембру 1961. године, град је преименован у Доњецк, по реци Северски Доњец, притоци Дона како би се уклонила веза са бившим вођом Јосифом Стаљином.
Године 1965. основана је Доњецка академија наука као део Академије наука Украјинске ССР.

### Независна Украјина
Након тешког периода 1990-их, када је био центар ратова банди за контролу над индустријским предузећима, Доњецк се брзо модернизовао, углавном под утицајем великих компанија.
Године 1994. одржан је референдум у Доњецкој и Луганској области, на ком је око 90% гласача подржало признавање руског као службеног језика уз украјински, и да руски и да руски буде једини службени језик на регионалном нивоу. Међутим, кијевска влада је поништила референдум.
Током 1990-их и 2000-их, на стотине рудара је погинуло у урушавањима у рудницима угља у Доњецку и региону. То укључује колапс рудника угља у Украјини 2008. године, катастрофу рудника Засјадко 2007. и катастрофу рудника Засјадко 2015. године. Украјина је имала много рударских несрећа од распада Совјетског Савеза 1991. године, са једним разлогом који се наводи као повезивање плата рудара са производњом, што је подстицај да се игноришу безбедносне процедуре које успоравају производњу.
На самиту у Москви 2008. године, Доњецк је препознат као најбољи град у Заједници независних држава због имплементираних стратегија развоја; 2012. и 2013. Доњецк је препознат као најбоље место за пословање у Украјини.
Иако је добио похвале за свој пословни потенцијал, Доњецк је такође добио критике због јаке мафијашке повезаности његове растуће олигархије и због све веће стопе сиромаштва. Неки аналитичари су упозорили на дугорочни колапс доњецке економије; и да би могао да подели суморну судбину Детроита због неуспеха у борби против криминала и сиромаштва.

### Доњецка Народна Република (2014–данас)
Након што је председник Јанукович побегао из Украјине и затражио азил у Русији, браниоци које подржава Русија преузели су Обласну државну администрацију (ОДА), главну зграду владе, у Доњецку. Полиција није пружила отпор. Касније током недеље, власти Доњецка су забраниле референдум о статусу региона а полиција је поново заузела зграду ОДА у Доњецку. Доњецк је постао један од центара проруске побуне у Украјини 2014. године.
Дана 7. априла 2014, проруски активисти су преузели контролу над Доњецком ОДА и прогласили Доњецку Народну Републику, тражећи руску интервенцију.
У Доњецку је 11. маја 2014. одржан референдум о статусу Доњецка 2014. на којем су бирачи могли да изаберу политичку независност. Шеф изборне комисије самопроглашене Доњецке Народне Републике Роман Љагин изјавио је да је скоро 90 одсто оних који су гласали у Доњецкој области подржало политичку независност од Кијева. Украјина не признаје референдум, док су ЕУ и САД изјавиле да је гласање било незаконито.
Тешко гранатирање од стране украјинске војске и паравојних јединица изазвало је смрт цивила у Доњецку. Хјуман рајтс воч је позвао обе зараћене фракције да престану да користе невођене ракете БМ-21 Град у насељеним подручјима и навео да је употреба ових оружаних система кршење међународних хуманитарних закона и да би могла представљати ратни злочин. Такође је позвао побуњенике да избегавају њихово распоређивање у густо насељеним подручјима.
Светско првенство у хокеју на леду 2015 — Дивизија I, група А, требало је да се одржи од 18. до 24. априла 2015. у Доњецку, али се Украјина повукла као домаћин због сукоба који је био у току. Уместо у Доњецку, турнир је организован у пољском Кракову. На крају, Украјина је била коорганизатор Светско првенство у хокеју на леду 2017 — Дивизија I, поново Групе А, али у њеној престоници, Кијеву.

## Географија
Доњецк лежи у степском пејзажу, окружен разбацаним шумама, брдима, рекама и језерима. Северна периферија се углавном користи за пољопривреду. Река Каљмијус повезује град са Азовским морем, које је 95 km (59 mi) јужно, и популарно је рекреативно подручје за оне који живе у Доњецку. Широк појас пољопривредних површина окружује град.
Град се простире на 28 km (17 mi) од севера ка југу и 55 km (34 mi) од истока ка западу. Постоје 2 оближња вештачка језера: Нижњекаљмијус (60 ха), и "Доњецко море" (206 ха). Кроз град протиче 5 река, укључујући Каљмијус, Асмоливка (13 км), Черепашкина (23 км), Скоморошка и Бахмутка.

### Клима
Клима Доњецка је умереноконтинентална (Кепен: Dfb). Просечне температуре су −4,1 °C (24,6 °F) у јануару и 21,6 °C (70,9 °F) у јулу. Просечан број падавина годишње износи 162 дана и до 556 милиметара годишње.
| Клима Donetsk (1981–2010)                                         | Клима Donetsk (1981–2010) | Клима Donetsk (1981–2010) | Клима Donetsk (1981–2010) | Клима Donetsk (1981–2010) | Клима Donetsk (1981–2010) | Клима Donetsk (1981–2010) | Клима Donetsk (1981–2010) | Клима Donetsk (1981–2010) | Клима Donetsk (1981–2010) | Клима Donetsk (1981–2010) | Клима Donetsk (1981–2010) | Клима Donetsk (1981–2010) | Клима Donetsk (1981–2010) |
| Показатељ \ Месец                                                 | .Јан.                     | .Феб.                     | .Мар.                     | .Апр.                     | .Мај.                     | .Јун.                     | .Јул.                     | .Авг.                     | .Сеп.                     | .Окт.                     | .Нов.                     | .Дец.                     | .Год.                     |
| ----------------------------------------------------------------- | ------------------------- | ------------------------- | ------------------------- | ------------------------- | ------------------------- | ------------------------- | ------------------------- | ------------------------- | ------------------------- | ------------------------- | ------------------------- | ------------------------- | ------------------------- |
| Апсолутни максимум, °C (°F)                                       | 12,2 (54)                 | 16,0 (60,8)               | 21,3 (70,3)               | 31,0 (87,8)               | 34,6 (94,3)               | 38,0 (100,4)              | 37,8 (100)                | 39,1 (102,4)              | 33,9 (93)                 | 32,7 (90,9)               | 20,5 (68,9)               | 15,0 (59)                 | 39,1 (102,4)              |
| Максимум, °C (°F)                                                 | −1,3 (29,7)               | −0,9 (30,4)               | 5,3 (41,5)                | 14,5 (58,1)               | 20,9 (69,6)               | 24,8 (76,6)               | 27,3 (81,1)               | 26,8 (80,2)               | 20,7 (69,3)               | 13,1 (55,6)               | 4,7 (40,5)                | −0,3 (31,5)               | 13,0 (55,4)               |
| Просек, °C (°F)                                                   | −4,1 (24,6)               | −4,1 (24,6)               | 1,3 (34,3)                | 9,4 (48,9)                | 15,4 (59,7)               | 19,3 (66,7)               | 21,6 (70,9)               | 20,8 (69,4)               | 15,1 (59,2)               | 8,5 (47,3)                | 1,6 (34,9)                | −2,9 (26,8)               | 8,5 (47,3)                |
| Минимум, °C (°F)                                                  | −6,7 (19,9)               | −7,0 (19,4)               | −2,1 (28,2)               | 4,6 (40,3)                | 10,0 (50)                 | 13,8 (56,8)               | 15,9 (60,6)               | 15,0 (59)                 | 10,0 (50)                 | 4,5 (40,1)                | −1,1 (30)                 | −5,4 (22,3)               | 4,3 (39,7)                |
| Апсолутни минимум, °C (°F)                                        | −32,2 (−26)               | −31,1 (−24)               | −21,0 (−5,8)              | −10,6 (12,9)              | −2,4 (27,7)               | 2,1 (35,8)                | 6,0 (42,8)                | 2,2 (36)                  | −6,0 (21,2)               | −10,0 (14)                | −22,2 (−8)                | −28,5 (−19,3)             | −32,2 (−26)               |
| Количина падавина, mm (in)                                        | 38,0 (1,496)              | 31,8 (1,252)              | 33,4 (1,315)              | 38,8 (1,528)              | 46,0 (1,811)              | 67,9 (2,673)              | 52,6 (2,071)              | 35,9 (1,413)              | 42,1 (1,657)              | 36,0 (1,417)              | 39,1 (1,539)              | 41,6 (1,638)              | 503,2 (19,811)            |
| Дани са кишом                                                     | 11                        | 8                         | 10                        | 13                        | 13                        | 14                        | 11                        | 8                         | 11                        | 11                        | 13                        | 11                        | 134                       |
| Дани са снегом                                                    | 17                        | 17                        | 10                        | 2                         | 0                         | 0                         | 0                         | 0                         | 0                         | 2                         | 8                         | 16                        | 72                        |
| Релативна влажност, %                                             | 86,8                      | 83,7                      | 77,3                      | 65,6                      | 62,0                      | 65,7                      | 63,8                      | 60,2                      | 67,0                      | 75,9                      | 85,7                      | 87,8                      | 73,5                      |
| Извор #1: Pogoda.ru.net                                           |                           |                           |                           |                           |                           |                           |                           |                           |                           |                           |                           |                           |                           |
| Извор #2: Светска метеоролошка организација (падавине и влажност) |                           |                           |                           |                           |                           |                           |                           |                           |                           |                           |                           |                           |                           |

## Влада и административне поделе
| Буђонијев рејон Ворошилов рејон Калињински рејон Кијевски рејон Киров рејон | Кујбишевов рејон Лењинов рејон Петровски рејон Пролетерски рејон |

Од 7. априла 2014. Доњецком дефакто управља Доњецка Народна Република. Доњецка Народна Република није међународно призната и све државе чланице Организације уједињених нација признају град као украјински. Јужна Осетија, још једна држава са ограниченим признањем, признаје Доњецку Народну Републику као суверени ентитет и Доњецк као њен главни град.
Територија Доњецка је подељена на 9 административних области (округа), чијом локалном управом управљају рејонски савети, који су подређени Градском већу Доњецка.
| # | Рејони            | Површина | Популација |
| - | ----------------- | -------- | ---------- |
| 1 | Буђонијев рејон   | 25 km²   | 100,300    |
| 2 | Ворошиловов рејон | 10 km²   | 97,300     |
| 3 | Калињински рејон  | 19 km²   | 109,700    |
| 4 | Кијевски рејон    | 33 km²   | 143,700    |
| 5 | Кировов рејон     | 68 km²   | 171,700    |
| 6 | Кујбишевов рејон  | 51 km²   | 120,800    |
| 7 | Лењинов рејон     | 37 km²   | 107,800    |
| 8 | Петровски рејон   | 57 km²   | 88,600     |
| 9 | Пролетерски рејон | 58 km²   | 102,800    |

## Демографија
Доњецк је имао популацију од преко 985.000 становника 2009. године и преко 1.566.000 становника у метрополитанској области 2004. Био је пети по величини град у Украјини.
Према попису из 2001. године, Доњецка област је насељена припадницима више од 130 етничких група. Украјинци чине 56,9% становништва (2.744.100 људи), Руси чине 38,2% становништва (1.844.400 људи). Матерњи језик за 74,9% становништва Доњецке области је руски, у поређењу са 24,1% украјинског. 58,7% људи украјинске националности сматрало је руски матерњим језиком.
Године 1989. у Доњецку није било школа на украјинском језику.
Структура градске општине Доњецк према етничкој припадности је следећа:
1. Руси: 493.392, 48.15%
2. Украјинци: 478.041, 46.65%
3. Белоруси: 11.769, 1.15%
4. Понтски Грци (укључујући Кавкаске Грке): 10.180, 0.99%
5. Јевреји: 5.087, 0.50%
6. Татари: 4.987, 0.49%
7. Јермени: 4.050, 0.40%
8. Азери: 2.098, 0.20%
9. Грузини: 2.073, 0.20%
10. Други: 13.001, 1.27%

Укупно: 1,024,678 становника, 100.00%
Године 1991. једна трећина становништва се изјаснила као Руси, једна трећина као Украјинци, док се већина остатка изјаснила као Словени. Мање мањине укључују посебно етничке групе са Закавказја и региона североисточне Анадолије, укључујући Јермене, Азербејџанце, Грузијце и Понтске Грке (укључујући и оне дефинисане као Кавкаске Грке).
Матерњи језик становништва града Доњецка према украјинском попису из 2001:
- Руски  87.8%
- Украјински  11.1%
- Јерменски  0.1%
- Белоруски  0.1%

## Економија
Доњецк и околне територије су у великој мери урбанизоване и агломериране у конурбацију. Радна снага је у великој мери ради у тешкој индустрији, посебно у експлотацији угља. Град је важан центар тешке индустрије и рудника угља у Доњецком басену (Донбас). Непосредно испод града леже рудници угља, у којима је у последње време повећан број рударских несрећа, а последња несрећа је била у руднику Засјадко, у којој је погинуло преко 100 радника.
Привреду Доњецка чини око 200 индустријских организација које имају укупну производњу од преко 120 милијарди рубаља годишње и више од 20.000 средњих и малих организација. Градска рударска индустрија обухвата 17 рудника угља и две творнице за концентрацију; металуршка индустрија обухвата 5 великих металуршких погона лоцираних широм града; тржиште инжењеринга чини 67 организација, а прехрамбену индустрију — 32 организације.
После пада Совјетског Савеза, Доњецк и други суседни градови Донбаса су тешко страдали, јер су многе фабрике затворене, а многи становници остали без посла. Око 412.000 m2 (4.430.000 sq ft) стамбеног простора, 7,9 km (4,9 mi) гасне мреже и 15,1 km (9,4 mi) водоводне мреже изграђено је у граду током 1998–2001.
У граду се налази и посебна економска зона "Доњецк". Доњецк тренутно има девет градова побратима. Немачки град Магдебург је имао економско партнерство са Доњецком током 1962–1996.
Године 2012. Форбс је оценио Доњецк као најбољи град за пословање у Украјини. Доњецк је био на врху рејтинга по пет показатеља: хууманом капиталу, куповној моћи грађана, инвестиционој ситуацији, економској стабилности, као и инфраструктури и комфору.
Трговачке области у граду укључују затворени тржни центар Доњецк Сити.

## Спорт
Доњецк је велики спортски центар, има развијену инфраструктуру и више пута је одржавао међународна такмичења– Дејвис куп, УЕФА Лига шампиона. Представници града су државни лидери у спортовима као што су фудбал, хокеј, кошарка, бокс, тенис, атлетика и други.
Најпопуларнији спорт у Доњецку је фудбал. Доњецк је дом за два велика професионална фудбалска клуба:  Шахтјор Доњецк, који је играо на Донбас арена пре 2014. године, али сада игра на Олимпијском стадиону у Кијеву, и Олимпик Доњецк, који тренутно игра на стадиону Чернигов. До 2021. оба клуба су наступала у Премијер лиги Украјине, али је 2021. Олимпик испао у Првој лиги Украјине.  Шахтјор Доњецк је више пута освајао првенство Украјине и Куп Украјине, а 2009. је постао други тим из Украјине (после Динама из Кијева) који је освојио европско такмичење, Куп УЕФА. Доњецк је имао и женски фудбалски клуб ЖФК Дончанка, један од најуспешнијих клубова у историји Украјинске женске лиге, али је престао са радом 2014. године.
У Доњецку се налази фудбалски стадион Донбас арена, који је отворен 2009. године. Постао је први стадион у источној Европи пројектован и изграђен по стандардима УЕФА за стадионе категорије „Елит“. Када су заједничку понуду за Европско првенство у фудбалу 2012. добиле Пољска и Украјина, Донбас арена у Доњецку је изабрана као локација за три утакмице Групе Д, једну четвртфиналну и једну полуфиналну утакмицу. За резервни стадион изабран је стадион РСК Олимпијски.
Доњецк је, заједно са оближњим Мариупољом, био домаћин Европског првенства до 19 година 2009.. Стадиони који су домаћини догађаја у име Доњецка били су РСЦ Олимпијски (који је био домаћин финала) и стадион Металург.
Доњецк је дом хокејашког клуба ХК Донбас, који игра у Дружба арени од 2011. (али престаје са радом 2014., а затим прелази у Друшкивку 2015), који је освојио Хокејашку лигу Украјине 2011., и који је једини тим елитног нивоа у држава. Након што је одиграо једну сезону у Руској вишој лиги, клуб је уредио своју арену по правилима Континенталне хокејашке лиге, и придружио се лиги 2012. Када је прешао у КХЛ, клуб је основао резервни клуб који ће играти у првенству Украјине под називом ХК Донбас-2, који је освојио титулу првака државе 2012. и 2013. године. Године 2013. Доњецк је био домаћин Суперфинала Континенталног купа 2012/13. које је освојио ХК Донбас, и Светског првенства у хокеју на леду 2013 – Дивизије I – Групе Б, на ком је Украјина завршила на 1. месту и изборила пласман у Групу А (оба такмичења су одиграна у Дружба арени). Након што је тим наставио са радом 2015. године, повукао се из КХЛ-а и на крају завршио у Украјинској хокејашкој лиги, где је освојио четири од последњих пет шампионата.
Доњецк је такође био дом кошаркашког клуба КК Доњецк, који је играо у Суперлиги Украјине, и освојио титулу шампиона 2012. Клуб је играо у Дружба арени, а Доњецк је изабран као један од 6 украјинских градова за домаћина Европског првенства у кошарци 2015. Међутим, клуб је престао да игра 2014. због рата који је у току, а ФИБА турнир 2015. је морао да буде померен ван земље.
Град је некада био дом неколико познатих у то време, а сада већ угашених клубова. КМФ Шахтјор Доњецк је пет пута освојио првенство Украјине у футсалу, али је распуштен у јануару 2011. усред сезоне због финансијских проблема (у то време – најуспешнији клуб у Украјини). Један од најбољих совјетских одбојкашких тимова у то време, ОК Шахтјор Доњецк, који је био последњи тим који је освојио совјетско одбојкашко првенство, 1992. Тим је такође освојио прва два шампионата у независној украјинској лиги, 1992. и 1993. ( Првенство Украјине 1992. одржано је у Доњецку), а освојио је Куп Украјине 1993. године, али након финансијских проблема, клуб је испао 1997. године, а након једне сезоне у Другој лиги је угашен.
Доњецк је био домаћин тениског првенства СССР-а 1978, 1979. и 1980. и био је домаћин неколико тениских мечева Дејвис купа 2005. године. Доњецк је био домаћин Меморијала Александра Кољаскина, који је одржаван између 2002.–2008. и турнира АТП челенџер серије. Такође је био домаћин женског Викорт купа 2012. и 2013. године, који је био класификован као ИТФ женски турнир.
Доњецк је увек био важан атлетски центар, и био је домаћин разних догађаја. Доњецк је био један од градова домаћина совјетских првенстава у атлетици 1978. и 1980. године, а био је и једини град домаћин такмичења 1984. Доњецк је такође био домаћин Европског првенства у атлетици за јуниоре 1977. године. Стадион који се користио за те атлетске догађаје био је РСЦ Олимпијски (у то време под називом РСЦ Локомотива).
Међу различитим атлетским спортовима, Доњецк посебно има велико име у скоку с мотком. Сергеј Бупка, којег многи сматрају највећим скакачем с мотком у историји, одрастао је у граду, а такође је 1992. године започео годишњу манифестацију у скоку с мотком у Доњецку под називом Звезде скока с мотком. Сам Бупка је три пута поставио светски рекорд у дворани (1990, 1991, 1993). Његов светски рекорд у скоку с мотком у дворани од 6,15 м, постављен на Олимпијском стадиону у Доњецку 21. фебруара 1993. године, оборен је тек 2014. Рускиња Јелена Исинбајева је постављала нови светски рекорд на том такмичењу сваке године од 2004. до 2009. године.
Светско првенство у хокеју на леду 2015 — Дивизија I требало је да се одржи од 18. до 24. априла 2015. у Доњецку, али је касније пребачено у Кракову, у Пољској због рата који је у току.

### Професионални спортски тимови
Следи списак постојећих професионалних спортских тимова и познатих (освојених титула) нефункционалних клубова. Ниједан клуб тренутно не игра у граду због рата у Донбасу.
| Клуб                        | Лига                             | Спорт                | Стадион                                    | Основан | Титуле                           |
| --------------------------- | -------------------------------- | -------------------- | ------------------------------------------ | ------- | -------------------------------- |
| ФК Шахтјор Доњецк           | Премијер лига Украјине у фудбалу | Фудбал               | Донбас арена/ Олимпијски стадион у Кијеву  | 1936    | 13                               |
| ФК Олимпик Доњецк           | Прва лига Украјине у фудбалу     | Association football | Спортски комплекс Олимпик/Стадион Чернигов | 2001    | 0                                |
| ЖФК Дончанка (угашен)       | Прва лига Украјине               | Женски фудбал        | Стадион Дончанка                           | 1992    | 5                                |
| КМФ Шахтјор Доњецк (угашен) | Украјински футсал шампионат      | Футсал               | Павиљон                                    | 1998    | 5                                |
| РК Донбас                   | Суперлига                        | Рукомет              | СЦ Текстилшик/СЦ Динамо (Запорожје)        | 1983    | 3                                |
| ХК Донбас                   | Украјинска хокејашка лига        | Хокеј на леду        | Дружба арена /Алтаир арена (Друшкивка)     | 2005    | Украјина: 4 (2 као ХК Донбас -2) |
| КК Доњецк (угашен)          | Суперлига Украјине у кошарци     | Кошарка              | Дружба арена                               | 2006    | 1                                |
| ОК Шахтјор Доњецк (угашен)  | Украјинска одбојкашка лига       | Одбојка              | Дружба арена                               | 1983    | Совјетски Савез: 1 Украјина: 2   |

## Култура

### Знаменитости

#### Авенија прве линије (Артјома улица)
Авенија прве линије, позната и као улица Артјома, сматра се главним делом Доњецка. Генерално функционише као главно место за почетак сваког туристичког путовања по граду. У улици се сусреће мешавине нове и старе архитектуре заједно са малим парковима, хотелима, тржним центрима и ресторанима. Значајне локације су Лењинов трг, Позориште опере и балета, споменик рударима угља и Доњецко драмско позориште.

#### Статуа Артјома (Фјодор Сергејев)
Ова шест метара висока статуа у улици Артема је омаж совјетском политичару Фјодору Сергејеву.

#### Доњецко позориште опере и балета
Изграђено 1936. године, Доњецко државно академско позориште опере и балета је дом Доњецког балетског друштва од 1946. године.

#### Донбас Палас
Овај хотел са 5 звездица у центру Доњецка једини је бивши украјински хотел који се придружио "Водећим хотелима света" и био је водећи украјински пословни хотел према Светском удружењу за путничке награде. Изграђена је 1938. године по налогу Шувалова и Речаникова. Током нацистичке окупације Доњецка, Гестапо је заузео хотел као седиште; зграда је током рата делимично порушена. Хотел је поново отворен након реконструкције 2004. године.

#### Булевар Пушкина
Зелени пут дужине 2 km (1,2 mi) који садржи фонтане, кафиће и бројне статуе као што је споменик Тарасу Шевченку. На Булевару Пушкина налази се и скулптура Палме Мерцалова. Првобитно креирана за изложбу 1896. од стране Алексеја Мерцалова, локалног ковача, од једне шине, требало је да представи вештине и моћ тешке индустрије у царској Русији.

#### Споменик Џону Хјузу
Ова статуа из 2001. која се налази испред Доњецког националног техничког универзитета одаје почаст оснивачу града, велшанину Џону Џејмсу Хјузу, који је изградио градску челичану Јузовку која је донела Доњецку индустријску историју.

#### Парк кованих фигура
Парк кованих фигура отворен је 2001. године. У парку се сваке године одржава Међународни Смиткрафт Фестивал. Неки награђени радови су поклоњени граду и постављени су у парку, чиме се повремено повећава број скулптура.

#### Аквапарк
Доњецки аквапарк "Royal Marine" отворен је у парку Шербакова крајем 2012. Самостојећа купола, направљена од алуминијумске решеткасте конструкције, висока је 26 метара и пречника 85 метара и има увлачећи дизајн који се отвара и открива до 50% структуре сунчевој светлости. Аква парк од 5.700 квадратних метара, један од највећих затворених водених паркова на свету, изградила је канадска компанија "OpenAire, Inc".

#### Алеја анђела
Алеја анђела у Доњецку је спомен на децу страдалу током рата у Донбасу..

### Архитектура
Доњецк, у то време Јузовка, био је подељен на два дела: северни и јужни. У јужном делу налазиле су се градске фабрике, железничке станице, телеграфске зграде, болнице и школе. Недалеко од фабрика налазила се енглеска колонија у којој су живели инжењери и управа. Након изградње резиденције Џона Хјуза и разних комплекса за стране раднике, јужни део града изграђен је углавном у енглеском стилу.
Ове зграде су користиле правоугаоне и троугласте фасаде, зелене кровове, велике прозоре, који су заузимали велики део зграде, и балконе. У овом делу града улице су биле велике и имале су тротоаре. Велики утицај на формирање архитектуре у Доњецку имао је званични архитекта новоруске компаније — Молдингаујер. Очуване грађевине јужног дела Јузовке чиниле су резиденције Џона Хјуза (1891, делимично очувано), Болфура (1889) и Боса.
У северном делу Јузовке, Новом Свету, живели су трговци, занатлије и бирократе. Овде су се налазиле пијаца, полицијски штаб и катедрала Преображења Господњег. Централна улица Новог света и суседне улице су углавном биле оивичене једноспратним или двоспратним стамбеним зградама, као и пијацама, ресторанима, хотелима, канцеларијама и банкама. Чувена очувана зграда у северном делу Јузовке био је хотел Велика Британија.
Први генерални план Стаљина направљен је 1932. године у Одеси од стране архитекте П. Головченка. Године 1937. пројекат је делимично прерађен. Ови пројекти су били први у историји градског грађевинског бироа.
Велики део градских зграда из друге половине 20. века пројектовао је архитекта Павел Вигдергауз, који је 1978. године добио награду Владе СССР-а за архитектуру у граду Доњецку.

### Религија
Становници Доњецка припадају верским традицијама, укључујући православну цркву источну католичку цркву, протестантизам и католичку цркву, као и ислам и јудаизам. Верска тела са највише чланова су Украјинска православна црква и Украјинска православна црква Кијевског патријархата.
Године 2014. Јеврејима је на празник Пасхе подељен лажни летак "који је потписао председник привремене владе Доњецка Денис Пушилин". Летак је обавештавао јеврејске држављанине Доњецка да себе, своју имовину и породицу региструју код проруских власти. У летку се наводи да ће неиспуњавање захтева довести до одузимања држављанства и конфискације имовине. Летак је изазвао збуњеност и страх међу јеврејским становништвом Доњецка, које је у летку видело одјеке холокауста.

### Медији
У Доњецку ради пет телевизијских станица:
- ТРК Украјина (укр. ТРК Україна)[62]
- КРТ, Кијевска Русија (укр. КРТ, Київська Русь)[63]
- Први општински (рус. Первый муниципальный)[64]
- Канал 27 (рус. 27 канал)
- ТРК Донбас (рус. ТРК Донбасс)

У Доњецку се налази ТВ торањ висок 360 метара, једна од највиших грађевина у граду, завршена 1992.

### Познати грађани
Грађани Доњецка се обично зову Дончани (рус. Дончани). Следи списак познатих људи који су рођени или одрасли у граду:
- Микола Азаров, бивши украјински премијер
- Сергеј Бупка, украјински атлетичар у скоку с мотком; шампион Олимпијских игара: 1988.; Светски шампион: 1983, 1987, 1991, 1995, Европски шампион: 1986; Шампион СССР-а: 1984, 1985.
- Анатолиј Фоменко, Руски математичар и предавач на Московском државном универзитету, промотер Нове хронологије.
- Никита Хрушчов, Генерални секретар КПСС и премијер Совјетског Савеза 1953–1964 (рођен у Калиновки, Курска област, Русија, али одрастао у Јузовки).
- Лилија Подкопајева, украјинска гимнастичарка и олимпијска шампионка у вишебоју 1996
- Сергеј Ребров, фудбалер
- Анатолиj Соловјаненко, совјетски оперски певач.
- Петро Симоненко, први секретар Комунистичке партије Украјине.
- Виктор Јанукович, бивши председник Украјине, свргнут током евромајданских побуна 2013–2014.[65]

## Музеји
У Доњецку постоји око 140 музеја. Међу њима су два велика регионална музеја – Историјски музеј Доњецке области и Доњецки регионални музеј уметности.
Историјски музеј Доњецке области открива прави идентитет града и покрива целу локалну заједницу, колико год да је разнолика. Постављен 1924. године, нуди опсежну изложбу са 120.000 експоната: од археолошких налаза који датирају из праисторије до оснивања града од стране Џона Хјуза, развоја индустрије и рударства угља, Другог светског рата и совјетских времена. Градоначелник Доњецка је 21. августа 2014. известио да су кров и зидови Регионалног историјског музеја у Доњецку уништени гранатирањем рано тог јутра.
Музеј ФК Шахтјор отворен је 2010. Овај музеј је био први украјински музеј који је номинован за награду Европски музеј године.

## Транспорт

### Локални транспорт
Главни облици транспорта у Доњецку су: трамваји, електрични тролејбуси, аутобуси и маршрутке (приватни минибусеви). Градски систем јавног превоза контролише удружено општинско предузеће Донгорпастранс. Град има 12 трамвајских (~130 км), 17 тролејбуских (~188 км) и око 115 аутобуских линија. И трамвајски и тролејбуски систем у граду опслужују по два депоа. Други начин превоза унутар града је такси превоз. У Доњецку превоз обављају 32 такси превозника.
У граду се налазе и ауто-станице које се налазе унутар града и његових приградских насеља: аутостаница Јужни, која углавном опслужује транспортне линије ка југу, па отуда и њен назив; аутостаница Центар која опслужује превоз у правцу Маринке и Вугледара као и међуградски превоз; аутостаница Критји ринок (Затворена пијаца), која служи углавном транспорту у северном и источном правцу; и аутостаница Путиловски, која опслужује углавном северни и северозападни транспортни правац.
Изградња метроа у граду, започета 1992. године, недавно је одустала због недостатка финансијских средстава. Ниједна линија или станица нису завршене.

### Железница
Главна железничка станица у Доњецку, која опслужује око 7 милиона путника годишње, налази се у северном делу града. У близини главне станице налази се музеј који се бави историјом железница у региону. Остале железничке станице су: Рученково, које се налази у Кијевском округу; Мандрикино (Петровски рајон) и Мушкетово (Будионивскиј рајон). Неки путнички возови избегавају станицу Доњецк и опслужују станицу Јасинувата, која се налази ван граница града. Од септембра 2009. планирана је изградња новог железничког терминала који ће бити у складу са захтевима УЕФА (пошто је Доњецк један од градова домаћина Европског првенства 2012.).
Доњецка област је била важно транспортно чвориште у Украјини, као и њен центар Доњецк. Доњецке железнице, са седиштем у Доњецку, највеће су железничке дивизије у Републици. Опслужује пољопривредна и индустријска предузећа у овој области, као и становништво Доњецке и Луганске Републике и делове Дњепропетровске, Запорошке и Харковске области.

### Друмски транспорт
Аутопут  део међународне мреже Е-путева, пролази кроз град на путу до Ростова у Русији.
Поред тога, кроз град пролази још један међународни пут: М 04. Такође, кроз град пролазе три национална украјинска пута (Н 15, Н 20 и Н 21).
Изградња четврте етапе кружног пута који заобилази Доњецк завршена је 2014.

### Авионски превоз
Поред јавног и железничког саобраћаја, Доњецк је некада имао међународни аеродром. Изграђена је током раних 1940-их и раних 1950-их. Обновљен је 1973. године и поново од 2011. до 2012. године. Због борби аеродром је затворен 26. маја 2014. године и аеродром је од тада у великој мери уништен. Ваздушни простор изнад Доњецка такође је затворен од катастрофе МХ17.

## Образовање
Доњецк има неколико, који укључују пет државних универзитета, 11 института, 3 академије, 14 техничких факултета, 5 приватних универзитета и 6 колеџа.
Најважније и најистакнутије образовне институције укључују Доњецки национални технички универзитет, основан 1921. ("Доњецки политехнички институт" 1960–1993), као и Доњецки национални универзитет који је основан 1937. године. Универзитет је имао блиске контакте са Универзитетом у Магдебургу. Од 1970. године, више од 100 студената из Немачке (Источна Немачка) завршило је своје високо образовање на једном од два главна универзитета у Доњецку. Доњецк је такође дом Доњецког националног медицинског универзитета, који је основан 1930. године и био један од највећих медицинских универзитета у Совјетском Савезу. У Доњецку постоји и неколико научно-истраживачких института и Исламски универзитет.
Доњецк је такође дом Државне музичке академије Прокофјева у Доњецку, музичког конзерваторијума основаног 1960. године.

## Партнерски градови
Доњецк учествује у међународним програмима братимљења градова у циљу неговања добрих међународних односа. Међу партнерима су:
| - Бохум, Немачка, (1987) - Шарлроа, Белгија - Катовице, Пољска - Кутаиси, Грузија | - Москва, Русија - Питсбург, Сједињене Америчке Државе - Ростов на Дону, Русија - Шефилд, Уједињено Краљевство | - Таранто, Италија (1984) - Вилњус, Литванија - Баку, Азербејџан (2009) - Матагалпа, Никарагва (2004) |